# J. Melville Broughton
J. Melville Broughton (Raleigh, 1888. november 17. – Washington, 1949. március 6.) az Amerikai Egyesült Államok szenátora (Észak-Karolina, 1948–1949).